# Antonin (województwo mazowieckie)
Antonin – kolonia w Polsce, położona w województwie mazowieckim, w powiecie garwolińskim, w gminie Górzno.
| SIMC    | Nazwa       | Rodzaj        |
| ------- | ----------- | ------------- |
| 0671734 | Aleksandrów | część kolonii |
| 0671740 | Ignaców     | część kolonii |
| 0671757 | Walerianów  | część kolonii |
| 0671763 | Witoldów    | część kolonii |

Antonin wchodzi w skład sołectwa Józefów.
W latach 1975–1998 miejscowość administracyjnie należała do województwa siedleckiego.